# Règle de 7
Dans le jeu de bridge, la Règle de 7 est une recommandation applicable au joueur appelé "le déclarant" (le joueur dont le camp a émis l'enchère la plus forte), dans un contrat joué sans atout. 

## Situation
À sans atout, lorsque la partie adverse entame dans une couleur contrôlée seulement par l'As par le déclarant.
La réflexion du déclarant est la suivante : combien de fois doit on laisser passer afin de ne pas mettre le contrat en danger ?

## Application
Il est préconisé dans ce cas de laisser passer l'entame et les cartes qui suivent dans cette même couleur ; le nombre de fois où il faut laisser passer sera déterminé en faisant la différence entre le chiffre 7 et le nombre total de cartes détenues par son camp dans cette couleur.
Si le joueur détient le Roi en plus, il laissera passer une fois de moins.

## Objectif
Couper les communications des joueurs adverses dans cette couleur.

## Exemple
| ♠ | A 6 5 3 | O E | ♠ | 4 2          |
| ♥ | A R     | O E | ♥ | V 9          |
| ♦ | 6 5 4 3 | O E | ♦ | A V 9        |
| ♣ | 9 6 5   | O E | ♣ | A R V 10 8 2 |

Ouest joue 3 SA. Nord entame le ♠Roi. La danger est que Nord ait 5 cartes à ♠ (et Sud 2 cartes). Dans ce cas, si on prend immédiatement avec ♠As, Sud pourrait prendre la main lors de l'impasse ♣ et passer la main à Nord. Le fait de laisser passer une fois est compatible avec la règle des 7 puisque le camp N-S a 6 cartes à ♠ et que {\displaystyle 7-6=1}.

## Contre-indication
Il est important de préciser que le terme "règle de 7" n'est pas à interpréter comme une obligation pour le joueur, mais comme un système de calcul ; la répartition des cartes parmi les joueurs amène évidemment ces derniers à choisir différentes stratégies de jeu.
Laisser passer l'entame peut être indispensable ; mais il existe des cas où il est plus dangereux de laisser passer que de prendre l'entame ; le joueur doit s'accorder donc un temps de réflexion pour décider s'il faut ou non laisser passer (et combien de fois).